# Copa Pernod de futbol femenina
La Copa Pernod de futbol femení, també coneguda com a Gran Trofeu Pernod, fou una competició esportiva, de caràcter oficiós, de clubs de futbol femenins catalans. Fou impulsat per la marca de licor Pernod i rebé el suport de Radio Reloj de Radio España. Se celebrà des del 21 fins al 28 de març de 1971. Hi participaren quatre equips, CE Sabadell, CE Sant Andreu, RCD Espanyol i PF Barcelonista. El torneig es disputà en format quadrangular amb semifinals i final, que es disputà al Camp Nou. La recaptació de les entrades es destinà a la campanya benèfica de Radio España. Guanyà el trofeu el RCD Espanyol, en vèncer a la final al PF Barcelonista per 2 a 1. La futbolista de l'UE Sant Andreu, Montse López, fou escollida millor jugadora del quadrangular per votació.
La competició tingué bastant èxit i és considerada com un dels primers tornejos de futbol femení a Catalunya, així com, precedent immediat del primer Campionat de Catalunya de futbol femení que s'inicià al mes de maig.

## Quadre de competició
|  | Semifinals                    | Semifinals   |                       |   | Final | Final |
|  |                               |              |                       |   |       |       |
|  | 21 de març · Estadi de Sarrià |              |                       |   |       |       |
|  |                               |              |                       |   |       |       |
|  | CE Sabadell                   | 2            |                       |   |       |       |
|  | CE Sabadell                   | 2            | 28 de març · Camp Nou |   |       |       |
|  | RCD Espanyol                  | 1            |                       |   |       |       |
|  | RCD Espanyol                  | 1            | RCD Espanyol          | 2 |       |       |
|  | 21 de març · Estadi de Sarrià |              | RCD Espanyol          | 2 |       |       |
|  |                               | PF Barcelona | 1                     |   |       |       |
|  | PF Barcelona                  | PF Barcelona | 1                     | 1 |       |       |
|  | PF Barcelona                  |              |                       | 1 |       |       |
|  | CE Sant Andreu                | 0            |                       |   |       |       |
|  | CE Sant Andreu                | 0            | Tercer lloc           |   |       |       |
|  |                               |              |                       |   |       |       |
|  | 28 de març · Camp Nou         |              |                       |   |       |       |
|  |                               |              |                       |   |       |       |
|  | CE Sant Andreu                | 2            |                       |   |       |       |
|  | CE Sant Andreu                | 2            |                       |   |       |       |
|  | CE Sabadell                   | 1            |                       |   |       |       |

## Semifinals
Les semifinals es disputaren amb partits de 40 minuts de duració. Es classificaren per la final el RCD Espanyol i el PF Barcelonista.
| CE Sabadell | 1–2 | RCD Espanyol |
| ----------- | --- | ------------ |
|             |     |              |

 Estadi de Sarrià, Barcelona
| PF Barcelona | 1–0 | CE Sant Andreu |
| ------------ | --- | -------------- |
| Ortiz        |     |                |

 Estadi de Sarrià, Barcelona

## Final
| RCD Espanyol              | 2–1     | PF Barcelona |
| ------------------------- | ------- | ------------ |
| Encarna 14' · Encarna 55' | Informe | Cárdenas 3'  |

| RCD Espanyol | PF Barcelona |

| #            | Pos. | Nom              |  |  |
| ------------ | ---- | ---------------- |  |  |
|              | POR  | Carmen           |  |  |
|              |      | Montse           |  |  |
|              |      | Gutiérrez        |  |  |
|              |      | Núria Planas     |  |  |
|              |      | Isabel           |  |  |
|              |      | Elisabet Sánchez |  |  |
|              |      | Celsa            |  |  |
|              |      | Elsa Franganillo |  |  |
|              |      | Rosa Pedrosa     |  |  |
|              |      | Encarna          |  |  |
|              |      | Dolores          |  |  |
| Canvis       |      |                  |  |  |
|              |      | Rosario          |  |  |
|              |      | Busquets         |  |  |
| Entrenador   |      |                  |  |  |
| Julián Arcas |      |                  |  |  |

| Campió Trofeu Pernod |
| -------------------- |
| RCD Espanyol         |

| #                | Pos. | Nom                |  |       |
| ---------------- | ---- | ------------------ |  | ----- |
|                  | POR  | Núria Llansà       |  |       |
|                  | DEF  | Anna Maria Trullas |  |       |
|                  | DEF  | Pilar Gazulla      |  | Surt  |
|                  | DEF  | Alicia Estivill    |  |       |
|                  | MIG  | Fina Ros           |  |       |
|                  | MIG  | Merche Martínez    |  |       |
|                  | MIG  | Blanca Fernández   |  |       |
|                  |      | Marisa             |  |       |
|                  |      | Carme Cárdenas     |  | Surt  |
|                  | DAV  | Imma Cabeceran     |  |       |
|                  | DAV  | Lolita Ortiz       |  |       |
| Canvis           |      |                    |  |       |
|                  | MIG  | Lluïsa Vilaseca    |  | Entra |
|                  | MIG  | Immaculada Curto   |  | Entra |
| Entrenador       |      |                    |  |       |
| Antoni Ramallets |      |                    |  |       |